# Ingeborg Bosson
Anna Ingeborg Bosson, född 4 december 1888 i Kristianstad, död 4 mars 1976 i Uppsala, var en svensk skolledare. Bosson var den första och under sin verksamma period enda kvinnan som innehade en rektorsbefattning vid en svensk folkhögskola. Hon var rektor för Bollnäs folkhögskola mellan 1929 och 1954.

## Tidigt liv
Ingeborg Bosson föddes 1888 i Kristianstad i en familj med stark förankring i folkhögskolerörelsen och skolvärlden. Hennes far, Sven Nilsson, hade varit föreståndare och sedan lärare vid Önnestads folkhögskola under skolans allra tidigaste år på 1860- och 1870-talen och arbetade senare som privatlärare. Han dog när Ingeborg Bosson var i sjuårsåldern. Hennes mor Anna var ursprungligen lärarinna, utbildad vid Högre lärarinneseminariet i Stockholm. Modern tillhörde Evangeliska Fosterlands-Stiftelsen (EFS), fadern var missionsförbundare och båda två var trogna Carl Olof Rosenius, en av grundarna till EFS. Familjen utgjorde således en religiös miljö, präglad av väckelsen.
Efter faderns död såldes familjens gård i Önnestad och modern flyttade omkring år 1899 med sina barn till Lund där hon, som många änkor i universitetsstäderna vid den här tiden, hyrde ut till studenter. På detta sätt lyckades hon ge alla fyra barn möjlighet till universitetsstudier. Ingeborg Bosson, som var yngst i syskonskaran, tog studentexamen vid Katedralskolan i Lund 1908 och avlade filosofisk ämbetsexamen vid Lunds universitet 1912. Syskonen arbetade under studietiden även som privatlärare i adelsfamiljer för att dryga ut ekonomin, Ingeborg Bosson på Jordberga gods i Skåne. Hon tillbringade också mycket tid hos moderns morbror, prosten Trued Bosson som var ett viktigt stöd till familjen, och alla fyra syskon tog sig runt år 1900 hans efternamn.
Den kristna tron förblev stark hos Ingeborg Bosson under hela livet, och under de tidiga studieåren i Lund engagerade hon sig inom den kristna studentrörelsen och ungkyrkorörelsen. Här knöt hon vänskapsband med Manfred Björkquist och hans syskon, framförallt med Sigrid Björkquist-Wolonis. Ett stort engagemang för kvinnofrågan och fredsfrågan ledde också till kontakter med andra kristna kvinnor som intresserade sig för detta. Med teologen Ester Lutteman inledde hon tidigt en nära vänskap. Sång och musik var också ett stort intresse hos Ingeborg Bosson och under studietiden i Lund tog hon sånglektioner. Hon var också mycket odlingsintresserad och hade egen kolonilott.

## Lärare vid folkhögskolor
Ingeborg Bosson började under 1913 arbeta som extraordinarie ämneslärare vid Matarengi folkhögskola (nuvarande Tornedalens folkhögskola) i Övertorneå, hos brodern Gunnar som då var rektor där. Hon stannade i ett år och fortsatte sedan 1914–1915 som lärare vid Hampnäs folkhögskola (nuvarande Örnsköldsviks folkhögskola) utanför Örnsköldsvik. Under vistelsen i Tornedalen drabbades hon dock av tuberkulos. Även om sjukdomen aldrig verkar ha utvecklats till ett allvarligt hot, återvände hon hem till Lund. Säkerligen spelade också omsorgen om den åldrande modern en roll. Ingeborg Bosson gifte sig aldrig och fick inga barn. Istället fick hon som ogift yngsta dotter ta ansvar för modern, och de två delade en bostad i Lund fram till moderns död 1927.
Ingeborg Bosson fick 1915 anställning som lärare vid den så kallade Lindebergska skolan, eller Lunds fullständiga läroverk för flickor, där hon stannade till 1928. Framförallt undervisade hon i engelska och historia. Under en termin 1919 genomgick hon även så kallat provår vid Göteborgs Högre Latinläroverk, i tyska, franska och engelska.

## Sveriges första kvinnliga rektor
År 1928 vikarierade hon som lärare vid sommarkurserna på Tärna Folkhögskola utanför Sala, där brodern Hjalmar sedan många år var rektor och där svägerskan Anna Alin-Bosson förestod lanthushållsskolan. Samtidigt sökte hon tjänsten som rektor för Bollnäs folkhögskola. Landstinget i Gävleborg, som ägde och drev skolan sedan starten 1886, ville rationalisera folkhögskoleverksamheten i länet. Ett led i detta blev att förlägga alla kurser för manliga elever till Västerbergs folkhögskola och alla kurser för kvinnliga elever till Bollnäs. Från och med hösten 1928 blev Bollnäs således en folkhögskola endast för kvinnor, den enda i landet vid denna tid. Folkhögskolekurser skulle dock erbjudas endast under sommarhalvåret; under vinterhalvåret skulle lokalerna istället disponeras av lantmannaskolan i Bollnäs. Samtidigt inleddes rekryteringen av en ny rektor och uppfattningen inom skolans styrelse var att kvinnliga elever bäst leddes av en kvinna. Valet föll på Ingeborg Bosson. Hon tillträdde i januari 1929 och flyttade in i rektorsbostaden på skolan, belägen vid sjön Vågens strand i utkanten av Bollnäs. Hon blev då formellt den första kvinnliga folkhögskolerektorn i landet sedan Fredrique Paijkull, föreståndare för två kortvariga, kvinnliga folkhögskoleprojekt under 1870-talet.
Ingeborg Bosson inledde omedelbart arbetet med att reformera kurserna vid skolan. Huvudkursen förlängdes från 13 till 24 veckor, vilket innebar att den blev lika lång som en vinterkurs. Hemvård och skolköksundervisning minskades till förmån för de teoretiska ämnena, och mejerihantering och husdjursskötsel ströks helt. Textilslöjden förblev dock fortsatt viktig och inte minst vävningen, där traditionella regionala tekniker lärdes ut. Hälsolära, sång och trädgårdsskötsel var också obligatoriskt. Hon lade även stor vikt vid gymnastikundervisningen, något de kvinnliga eleverna inte deltagit i tidigare. Sammantaget strävade hon bort från det bildningsideal byggt på husmoderlighet i Cecilia Bååth-Holmbergs tappning, som präglat den tidiga kvinnliga folkhögskolan. Istället formades verksamheten vid Bollnäs folkhögskola under Ingeborg Bossons tid utifrån ett bildningsideal grundat i det kvinnliga medborgarskapet och en kvinnoroll i linje med Ellen Keys tankar om samhällsmoderlighet.
Ingeborg Bosson undervisade själv i historia, litteratur, engelska, svenska och sång. Hon höll också många offentliga litterära föredrag under åren, om olika författare. Bland dem som ofta återkom fanns Fredrika Bremer, Pär Lagerkvist och Elin Wägner. Diskussionsövningar var också ett återkommande inslag i hennes undervisning, ofta kring kvinnorelaterade ämnen som exempelvis ”Kvinnans uppgift i samhället", ”En hustrus plikter” och ”Vilket yrke bör en kvinna välja?”
Ingeborg Bosson satte också en kristen prägel på skolan, med morgonbön och psalmsång varje morgon. Hon kände ett stort ansvar för sina kvinnliga elever, och betraktade skolan och eleverna som sin familj. Både familjen och artiklar i pressen betonade hennes väna sätt, parat med stor beslutsamhet. Hennes personliga motto, ”icke synas men vara”, understryker kallelsetankens centrala roll. Hon stärkte den sociala samvaron och de kulturella aktiviteterna vid skolan. Detta underlättades av att man numera erbjöd inackordering för eleverna, vilket inte funnits tidigare. Flera gånger varje vecka genomfördes obligatoriska samkväm med kulturella inslag, ofta med inbjudna föreläsare. Varje dag ledde hon själv repetitionerna med skolans kör och hon sjöng gärna romanser vid samkvämen. Det förekom också mycket friluftsliv, med utflykter till sevärdheter runtom i Hälsingland, föredrag i det fria, studieresor till andra folkhögskolor och de årliga sommarfesterna. Anknytningen till hembygden var central.
År 1946 var det mycket nära att Bollnäs folkhögskola lades ned, på grund av vikande elevunderlag i samband med kriget. Så blev det dock inte, och under slutet av Ingeborg Bossons rektorsperiod var tillströmningen av elever mycket god. Hennes anhållan om att åter göra Bollnäs till en folkhögskola även för manliga elever avslogs dock av styrelsen. Däremot öppnade man åter för vinterkurser, vilket innebar att verksamheten nu kunde försiggå under hela året. När Ingeborg Bosson sedan pensionerades utsågs skolans ende manlige lärare till ny rektor, och kort därefter öppnades skolan även för manliga elever.

## Föreningsengagemang
Ingeborg Bosson engagerade sig mycket i det lokala föreningslivet, bland annat inom hembygdsrörelsen, Hälsinglands bildningsförbund och Fredrika-Bremer-Förbundet. Under en period satt hon i kommunfullmäktige för Folkpartiet. Trots detta var hon tidvis mycket ensam och isolerad, och det tog tid för henne att bli socialt accepterad i Bollnäs. Under vintern, då inga kurser gavs, vågade hon inte resa bort utan stannade hemma och väntade på elevanmälningar; rädslan för ett vikande elevunderlag var stor. Ester Lutteman hälsade dock ofta på i Bollnäs och höll föredrag. Även Jeanna Oterdahl, som var en senare bekantskap, besökte henne under sina föreläsningsresor. Hon var också mycket mån om att delta i de nationella folkhögskolemötena. Sammanhållningen i familjen var dessutom stark. Ingeborg Bosson hade mycket hjälp av brodern Hjalmar och svägerskan Anna på Tärna folkhögskola och hon såg Tärna som den stora förebilden. Även Fornby och Hampnäs folkhögskolor höll hon kontakt med. På Fornby var hon mycket god vän med rektor Petrus Envall, som hon träffat när de bägge arbetade på Tärna. Systern Signe Bosson-Alin, som under 1930-talet var förbundssekreterare för Kristliga föreningen av unga kvinnor (KFUK), spelade också en viktig roll.

## Pensionering och död
Efter pensioneringen 1954 flyttade Ingeborg Bosson tillbaka till Skåne och bosatte sig i Arild i Höganäs kommun. I början av 1960-talet flyttade hon till Stockholm och senare till Stiftelsen Andreas Ands Minne, ett äldreboende i Uppsala, där hon och väninnan Ester Lutteman hade rummen intill varandra.
Ingeborg Bosson avled 1976 i Uppsala. Hon är gravsatt på Önnestad kyrkogård.